# Akhtoubinsk
Akhtoubinsk (en russe : Ахтубинск) est une ville de l'oblast d'Astrakhan, en Russie, et le centre administratif du raïon d'Akhtoubinski (ru). Sa population s'élevait à 36 517 habitants en 2020.

## Géographie
Akhtioubinsk est située sur la rive gauche de la rivière Akhtouba, un bras de la Volga, à 126 km au sud-est de Volgograd, à 257 km au nord-ouest d'Astrakhan et à 1 014 km au sud-est de Moscou.
.

## Histoire
La ville d'Akhtoubinsk est le résultat de la fusion, le 18 décembre 1959, du village de Vladimirovka, de la commune urbaine (depuis 1936), de Petropavlovskoïe et du village d'Akhtouba. L'origine de ces villages date du XVIIIe siècle ou du début du XIXe siècle.
La base aérienne de Vladimirovka se trouve au nord-est de la ville. Le 9 juin 2024, l'Ukraine revendique la destruction d'un Su-57 sur la base,.

## Population
Recensements (*) ou estimations de la population
| 1897* | 1939*  | 1959*  | 1970*  | 1979*  | 1989*  |
| ----- | ------ | ------ | ------ | ------ | ------ |
| 7 000 | 10 790 | 22 321 | 43 466 | 47 752 | 50 261 |

| 2002*  | 2010*  | 2012   | 2013   | 2014   | 2015   |
| ------ | ------ | ------ | ------ | ------ | ------ |
| 45 542 | 41 853 | 40 633 | 39 386 | 38 906 | 38 507 |

| 2016   | 2017   | 2018   | 2019   | 2020   | - |
| ------ | ------ | ------ | ------ | ------ | - |
| 38 160 | 37 883 | 37 560 | 36 955 | 36 517 | - |